# Mehdi Amhand
Mehdi Amhand (27 gennaio 1993) è un taekwondoka svizzero presso Taekwondo Riviera e fa parte anche della nazionale svizzera di taekwondo.

## Palmarès

### 2009
- 5º posto all'Open d'Olanda 55 kg (Classe A)
- Medaglia d'oro all'Open di Caen (Francia)
- 9º posto al campionato Europeo junior 55 kg (Svezia)
- Medaglia d'oro all'Open di Lorena junior 55 kg (Francia)
- Medaglia d'oro ai campionati Svizzeri 55 kg

### 2010
- partecipazione alle qualificazioni per i giochi olimpici junior 55 kg (Messico)
- partecipazioni ai mondiali junior 55 kg (Messico)
- 5º posto all'Open del Belgio 54 kg (Classe A)
- Medaglia di bronzo all'Open d'Austria 54 kg (Innsbruck)
- Medaglia di bronzo all'Open d'Israele 54 kg (Gerusalemme)
- Medaglia d'argento ai campionati Svizzeri 58 kg (Ginevra)

### 2011
- partecipazione ai campionati del mondo senior 54 kg (Corea)
- 9º posto all'Open del Belgio 58 kg (Classe A)
- Medaglia d'oro ai campionati Svizzeri 58 kg (Morges)

### 2012
- medaglia d'oro al Creti Cup 58 kg (De)
- medaglia di bronzo all'Open di Svezia 58 kg (Classe A)
- 9º posto al campionato Europeo senior 58 kg (Inghilterra)
- medaglia di bronzo ai campionati Europei 21 anni 58 kg (Grecia)
- 5º posto all'Open della Svizzera senior 58 kg (G1)
- 5º posto all'Open di Francia senior 58 kg (Parigi)

### 2013
- medaglia d'argento all'Open di Svezia 58 kg (Classe A)
- 5º posto all'Open di Bahrein 58 kg (Medio Oriente)
- medaglia d'oro ai campionati Svizzeri 58 kg

### 2014
- medaglia d'oro ai campionati Svizzeri 58 kg

### 2015
- medaglia d'oro ai campionati Svizzeri 58 kg

### 2016
- medaglia d'oro ai campionati Svizzeri

## Curiosità
Mehdi viene chiamato con il soprannome di "Artisan du kick".